# Cucochodaeus sparsus
Cucochodaeus sparsus is een keversoort uit de familie Ochodaeidae. De wetenschappelijke naam van de soort is voor het eerst geldig gepubliceerd in 1868 door LeConte.